# La direttiva
La direttiva (The Janson Directive) è un romanzo di Robert Ludlum pubblicato nel 2002.

## Trama
Janson, un ex agente del servizio segreto statunitense delle operazioni consolari si trova, suo malgrado, invischiato nel salvataggio di un importante magnate e uomo politico. Dopo la prima missione gli eventi precipiteranno fino a che si troverà contro i più alti apparati delle forze americane, in un susseguirsi di colpi di scena fino alla scoperta di un grosso complotto.

## Edizioni
- Robert Ludlum, La direttiva, traduzione di Elisa Banfi, superpocket, Rizzoli, 2003,  p. 778, ISBN 88-462-0463-8.